# Gerald Friend
Gerald Arthur Friend, né en 24 novembre 1937, est un violeur en série et ravisseur de Lakewood, Washington, condamné à deux peines de prison consécutives de 75 ans chacune qu'il purge à la prison de Airway Heights. L'un de ses crimes a inspiré Nirvana pour sa chanson "Polly".

## Biographie
Friend est emprisonné pour la première fois à l'âge de 22 ans, à la suite de l'enlèvement d'une adolescente de 12 ans en juillet 1960 qu'il avait prise en auto-stop avec le frère de la jeune fille. Après avoir forcé le garçon à descendre de la voiture sous la menace d'une arme à feu, il a ensuite conduit la jeune fille au Mount Rainier National Park où il l'a battue, violée, et lui a coupé les cheveux. La jeune victime réussit à s'échapper en sautant dans une rivière, où elle a été découverte par un automobiliste. Quelques jours plus tard, Friend sera blessé dans une rixe avec son père, après que ce dernier l'eut surpris alors qu'il se cachait dans un champ proche de leur maison. Emmené à l'hôpital, il sera dénoncé à la police. Gerald Friend a été reconnu coupable de viol et de torture, puis condamné à une peine de 75 ans minimum d'emprisonnement. Cependant, après avoir purgé 20 ans au pénitencier d'État de l'État de Washington, et malgré deux évasions, il est mis en liberté conditionnelle en 1980.
En juin 1987, il récidive en enlevant une adolescente de 14 ans à la sortie d'un concert de rock.  Violée à de multiples reprises et torturée alors qu'elle était harnachée au plafond du mobil home de Friend, la jeune fille s'est échappée en sautant de son camion à une station essence. Friend sera arrêté un jour plus tard, d'abord pour une infraction au code la route, puis pour les sévices infligés à la jeune fille lorsque les autorités l'identifient. Reconnu coupable d'enlèvement et de viol dès le mois d'août de la même année, il a été condamné à purger le reste de sa peine entamée en 1960, à laquelle se sont ajoutés 75 ans supplémentaires pour son second crime. L'année suivante, sa deuxième victime a poursuivi l'état et les services pénitentiaires pour avoir prématurément libéré Friend en 1980.
La police du Comté de King a soupçonné Gerald Friend d'être impliqué dans l'affaire du tueur de Green River, et l'a considéré comme un suspect dans le meurtre de deux jeunes filles à Tacoma en 1987. Les enquêteurs n'ont toutefois pas été en mesure d'établir des liens de Friend avec ces crimes.

## Dans la culture populaire
Son crime de 1987 inspira le groupe Nirvana pour sa chanson "Polly", publié en 1991, après que Kurt Cobain a lu un article sur l'événement dans le journal,.